# قريه جادين
قرية جادين هي من أكبر قرى شرق ولاية سنار وتبعد عن مدينه سنار مركز الولاية حوالى 30 كلم ويربط بينهما طريق ترابي ويوجد بالقرية أحد أكبر المشاريع الزراعية المروية في والولاية؛ وهو مشروع جادين البرسي الزراعي. ويحد المشروع القرية من الجهة الشمالية والشرقية ومن الجهة الجنوبية يحد القرية النيل الازرق ومن الناحية الغربية يحد القرية ترع المشروع الزراعى وتوجد بها عده مرافق حيوية كالمدارس والمستشفى والمساجد ومنتزه.

## التسمية
سميت بقرية جادين نسبه لموسسها الشيخ جادين هو الذي اسسها منذ أكثر من 200 عام مضت وسميت بأسمه تخليدآ لذكراه ويوجد بها الآن قسم كبير من احفاده ويحملون اسمه ويعدون النواة الاساسيه في سكان القرية ويمثلون نسبه كبيره من سكانها.

## أهمية الموقع
يعتبر موقع قرية جادين مهما إستراتيجيا حيث أنها تقع في ضفه النيل الأزرق وتحدها من الجنوب الشرقى قرية ود العباس ومن اتجاه الغرب تحدها قرى العمارة طه والقواسمه وام عريف وتحدها من الجهة الشماليه قريه البرسي الفضل.
فالأراضي التي تقع شمال شرق القرية هي أراضي طينية خصبة وبها مياه جوفيه عذبة. كما أن الاراضى في القرية صالحه للزراعة المطرية لبعض المحاصيل مثل الدخن والقمح والذره والفول السودانى وزهره عباد الشمس وغيرها وهي أيضا مراعي للبقر والغنم والظان.
ويمر بها مشروع روينا الزراعى حيث تزرع فيها اغلب محاصيل البقوليات والعلف.

## السكان
يبلغ تعداد سكان القرية حوالى 8 الف نسمة حسب إحصائيات تعداد 2008م واغلبهم ينحدرون من قبيلة الصوارده الجعليين وعدد من القبائل الأخرى التي حصلت بينهم مصاهره وكونت النسيج الاجتماعي للقريه.
ويمثل الأطفال والشباب غالبية سكان القرية اذ يمثلون نسبه 85% من السكان ويمثلون قمه الهرم السكانى للقريه.

## التاريخ
لايعرف بالتحديد تاريخ نشأة قرية جادين ولكن في نظر البعض أنه يزيد على 200 سنة لأنه وجد بها اثار قديمه في المقابر القديمة للقريه تعود لحقب تأريخية قديمة وذالك نسبه لانها قريبه من النيل الازرق مع العلم ان اغلب حضاره السلطنة الزقاء بسنار كانت على ضفاف النيل.